# مارک هرد
مارک هرد (انگلیسی: Mark Hurd؛ زادهٔ ۱ ژانویهٔ ۱۹۵۷) کارآفرین، پدیدآور و مدیر ارشد اجرایی اهل ایالات متحده آمریکا است، که هم‌اکنون بعنوان مدیرعامل شرکت اوراکل فعالیت می‌کند.